# Hypocacculus vulturnus
Hypocacculus vulturnus är en skalbaggsart som beskrevs av Reichardt 1932. Hypocacculus vulturnus ingår i släktet Hypocacculus och familjen stumpbaggar. Inga underarter finns listade i Catalogue of Life.